# Andrew White Tuer
Andrew White Tuer (Sunderland, 25 dicembre 1838 – Londra, 24 febbraio 1900) è stato uno scrittore, editore e tipografo britannico.

## Biografia
Rimasto orfano in tenera età, venne allevato dal prozio, Andrew White, da cui prese il nome. Dopo gli studi, si recò a Londra con l'idea di diventare un medico, ma questa professione non gli si addiceva, e dopo aver lavorato nell'ufficio di un mercante, aprì una cartoleria all'ingrosso. Nel 1862 divenne socio di Abraham Field, un affermato editore di libri e fondarono la Field & Tuer.
Tuer, l'imprenditore tra i due soci, inventò la colla Stickphast Paste, pulita, a base vegetale rispetto alle gomme e alle colle allora in uso. In seguito introdusse il popolare Author's Paper Pad, un blocco di carta per appunti, forse il primo bloc notes con fogli staccabili.
Nel 1867 sposò Thomasine Louisa Louttit, che divenne nota come cantante d'opera dilettante. L'anno successivo, Field & Tuer si spostarono al 50 di Leadenhall Street e l'espansione dell'attività permise a Tuer di perseguire le sue ambizioni editoriali. Nel 1872 pubblicò la rivista trimestrale Paper & Printing Trades Journal, intesa come "mezzo di intercomunicazione tra commercianti, stampatori, editori e librai." Tuer fece poi parte della commissione della Caxton Celebration del 1877 per commemorare il 400º anniversario dell'introduzione della stampa in Inghilterra.
Dopo quell'evento, Tuer e il collega stampatore Thomas Hailing avviarono un programma volto a migliorare la qualità del commercio della stampa a tutti i livelli. Nel 1880, dopo due anni di studio, Field & Tuer introdussero il Printers' International Specimen Exchange, secondo cui gli stampatori ed i loro dipendenti e apprendisti potevano presentare più campioni dei loro lavori e ricevere indietro un volume contenente una copia di ogni esemplare accettato. Tuer pubblicò e curò Exchange per i primi otto anni.

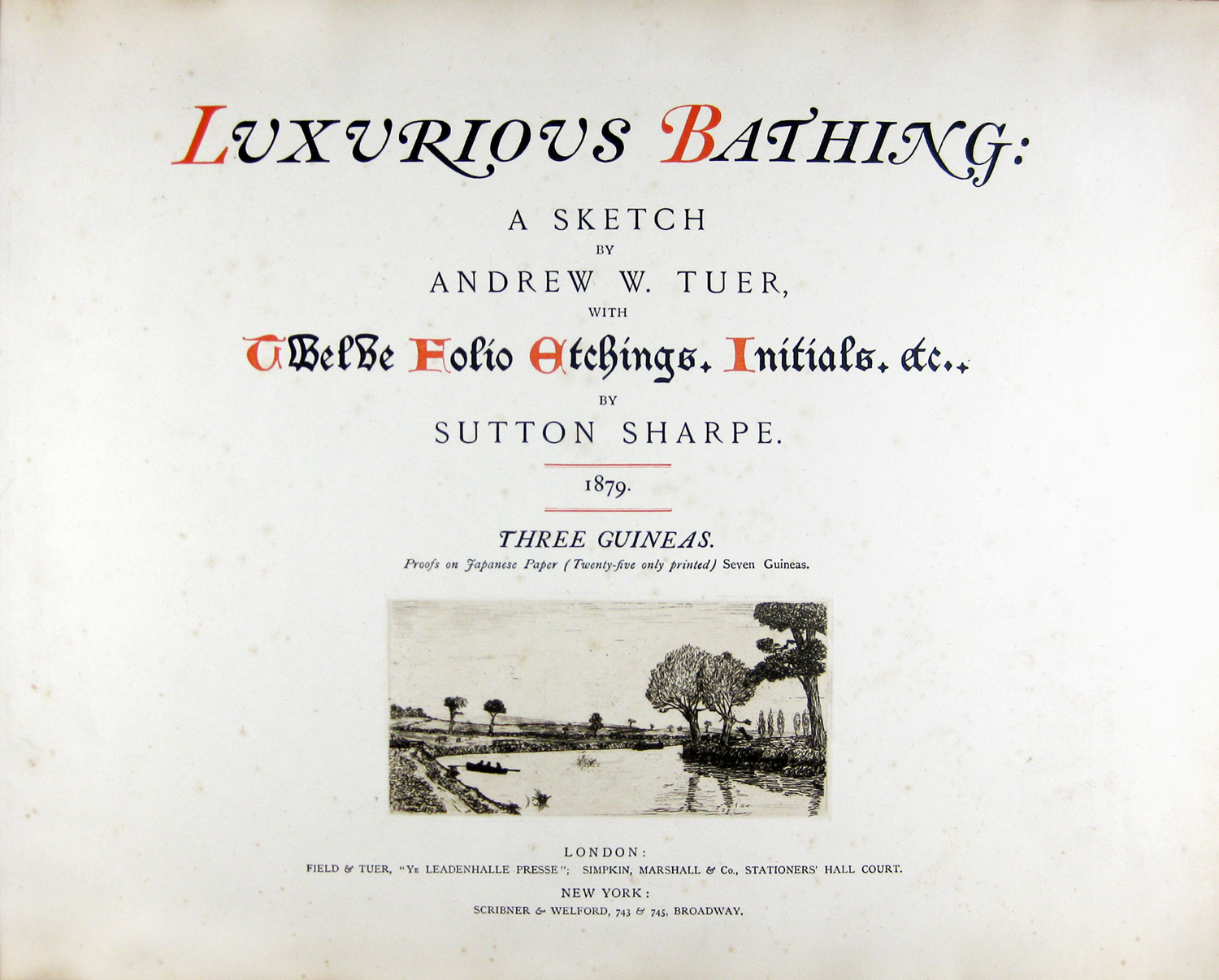
Luxurious Bathing, I edizione

Nel 1879 apparve il primo libro ufficiale della sua nuova società, la Leadenhall Press, dal titolo Luxurious Bathing (Il bagno di lusso), un trattato sulle gioie dell'igiene, con incisioni di Sutton Sharpe. Da allora in poi Scribner fu il corrispondente statunitense per l'importazione della società.
La seconda edizione vide la luce l'anno successivo in un formato più piccolo con incisioni di Tristram Ellis. La passione di Tuer per le raccolte presto portò ai due volumi Bartolozzi and his Works, con un racconto biografico, informazioni su come fino ad allora venivano realizzate le stampe e un elenco di oltre 2.000 incisioni.
Nel 1884 Tuer pubblicò una raccolta di "facezie" dalle pagine del Paper & Printing Trades Journal, dal titolo Quads within Quads, costituito da un piccolo foglio inserito in un blocco di pagine extra sul retro di un'edizione ampliata. Il prospetto lo descriveva come "Un libro e una scatola, anzi due libri e una scatola, ma dopo tutto, non una scatola, ma un libro e solo un libro."
Il catalogo, nel suo complesso, rifletteva la natura energica e capricciosa di Tuer e il suo interesse per l'antiquario, tra cui la storia di Londra e i primi libri per bambini. Tuttavia, Tuer fu anche uno sperimentatore, e alcuni suoi libri furono in anticipo sui tempi nei contenuti, nel design e nella stampa. Sotto la sua gestione, la Leadenhall Press continuò a mettere in commercio più di 450 pubblicazioni di ogni genere su una vasta gamma di argomenti, di molti autori di primo piano e illustratori del tempo, che variavano nel prezzo da sei pence a diverse ghinee per speciali edizioni limitate.
Nel 1891 morì Abraham Field e l'anno successivo la società venne trasformata in Leadenhall Press Ltd. Publishing continuando la sua attività durante gli anni novanta, e una delle opere più importanti di Tuer venne pubblicata nel 1896: History of the Horn-Book (ancora il migliore studio del soggetto).
Tuer morì di pleurite il 24 febbraio 1900 e venne sepolto nel Kensal Green Cemetery. Nel suo necrologio del 5 marzo, la Pall Mall Gazette scrisse: "L'editoria di Londra è più povera in spirito e umorismo per la morte di Mr. Andrew Tuer. In tutte le sue azioni era allegro e diede ai lettori diversi libri eccellenti".
Il Dictionary of National Biography lo descrisse come un "collezionista onnivoro" che riempì la sua casa di Campden Hill Road a Notting Hill, con "libri, incisioni, orologi, chine, argenti e bric-à-brac dei più svariati generi".

## Famiglia
Sua moglie fu Thomasine Louisa e non ebbero figli.
Il figlioccio della signora Tuer fu lo storico J.P.T (John Patrick Tuer) Bury, che scrisse articoli su Tuer per il Book Collector e il Bookplate Journal.

## Alcune opere stampate da Andrew Tuer
- Luxurious Bathing: A Sketch' (1879, 2nd edition 1880). Digitized by Google from Harvard University Library.
- Bartolozzi and His Works (1882, 2nd edition 1885 in two volumes). Digitized by Google (unattributed).
- The Kaukneigh Awlminek, 1883 (1882)
- London Cries: with Six Charming Children (1883). Digitized by Google from the Bodleian Library, Oxford University.
- Quads for Authors, Editors, & Devils (1884, issued as a "midget folio," an "Enlarged Edition," and as Quads within Quads, bound in vellum, with the midget folio housed in hollowed-out pages at the back of the larger version)
- John Bull's Womankind. (Suggestions for an Alteration in the Law of Copyright in the Titles of Books) (1884, pamphlet)
- Old London Street Cries and the Cries of To-day (1885). Digitized by Google from Harvard University Library.
- The Follies & Fashions of Our Grandfathers (1807) (1886–1887). Digitized by Google from the Library of Harvard University Library.
- 1,000 Quaint Cuts from Books of Other Days (1886)
- The First Year of a Silken Reign (1837–8) (1887, written with Charles Edward Fagan). Digitized by University of California Libraries.
- "Thenks Awf’lly!" Sketched in Cockney and Hung on Twelve Pegs (1890)Digitized by Google from Harvard University Library.
- "The Art of Silhouetting" in the English Illustrated Magazine, No. 82, Vol. 7, July 1890, p. 747–752. Digitized by Google from the Indiana University Library.
- The Book of Delightful and Strange Designs, Being One Hundred Facsimile Illustrations of the Art of the Japanese Stencil Cutter  (1892)
- History of the Horn-Book (1896 in two volumes with seven facsimile hornbooks and battledores in compartments at the front of each volume, 2nd edition 1897 in one volume)
- Pages and Pictures from Forgotten Children’s Books (1898–99). Digitized by the Robarts Library, University of Toronto.
- Stories from Old-Fashioned Children’s Books (1899–1900), digitized by Google from the New York Public Library.